# The Bloody Brood
The Bloody Brood è un film del 1959, diretto da Julian Roffman, con Peter Falk.

## Trama
Nico è la figura prominente di un gruppo di beatnik che si ribellano al conformismo della società borghese. Egli, nelle sue riflessioni pseudo-filosofiche, teorizza la liceità dell'omicidio, ed una sera, durante un party in un appartamento, dal quale gli amici effettuano per divertimento una costosa lunga chiamata interurbana, egli espone le sue idee a Francis, col quale brinda prima che il bicchiere cada per terra frantumandosi. Un ragazzo suona alla porta per consegnare un telegramma al padrone di casa, che però è assente: egli viene invitato ad entrare e gli viene offerto un hamburger.
L'autopsia sul corpo di Roy Bowers, il latore del telegramma, trovato morto in una cabina telefonica, stabilisce che il giovane è deceduto per aver ingerito un hamburger al quale era stata mischiata della polvere di vetro, che gli ha porcurato un'emorragia interna. Cliff, il fratello del defunto, inizia ad indagare, aiutato dall'investigatore McLeod della polizia, che gli fornisce un elenco delle abitazioni nelle quali Roy si era recato quella sera per la consegna dei telegrammi. Benché il telegramma al proprietario della casa dove era avvenuto il party risultasse non consegnato, data la sua assenza, tuttavia Cliff si imbatte in Nico e nei suoi amici, che comincia a frequentare in cerca di indizi. Frattanto McLeod appura, consultando i dati della compagnia telefonica, che la casa era occupata la sera del party.
Nico non tarda a scoprire che Cliff è il fratello di Roy, e, sentendosi in pericolo, per intimidirlo lo fa picchiare, in un luogo appartato, da tali Studs e "The Weasel", peraltro sconosciuti al resto della compagnia. Appare inoltre che Nico è in realtà una sorta di infiltrato di un'organizzazione criminale guidata da Stephanex, dedita allo spaccio di droga, ed accusa Studs e "The Weasel" di fronte al capo di aver percosso Cliff per motivi personali, in modo da stornare i sospetti che si andavano addensando su di lui come omicida ed attirare su di loro la collera di Stephanex. Tutto ciò non basta ancora all'ispettore McLeod per poter accusare Nico, mancando le prove.
Allora Cliff, aiutato da Ellie, un'appartenente al gruppo di ingenui ribelli manovrati da Nico, e che lo aveva visto somministrale l'hamburger al defunto, organizza un incontro con Nico nel locale dove era solito trovarsi con gli altri, pregando McLeod di arrivare sul posto ad un dato orario, e promettendogli di fornirgli nell'occasione le prove cercate. Nico, sentendosi braccato, cerca di eliminare Ellie, quando all'incontro si presentano inaspettati anche Studs e "The Weasel", che, per quanto in mal arnese, attaccano Nico per averli traditi. Mentre si scolge una colluttazione arriva McLeod con la polizia, non in tempo tuttavia per trovare Nico ancora in vita.